# Артільний
Арті́льний (рос. Артельный) — селище у складі Нижньотуринського міського округу Свердловської області.
Населення — 12 осіб (2010, 20 у 2002).
Національний склад населення станом на 2002 рік: росіяни — 95 %.